# Polycarpaea caespitosa
Polycarpaea caespitosa es una especie de fanerógama perteneciente a la familia de las cariofiláceas. Es endémica de Socotora en Yemen. Su hábitat natural son los matorrales secos y áreas rocosas subtropicales o tropical. 

## Descripción
Es una frágil hierba perennifolia con muchos tallos que tiene al final de ellos un conjunto de hojas. 

## Distribución y hábitat
Es endémica de la isla de Socotora en Yemen donde se encuentra entre grandes piedras, en las rocas de los lados de los uadis y en los acantilados de piedra caliza entre matorrales enanos, matorrales suculentos y bosques semi-caducos. A una altitud desde el nivel del mar a 500 m. 

## Taxonomía
Polycarpaea caespitosa fue descrita por Isaac Bayley Balfour y publicado en Proc. Roy. Soc. Edinburgh 11: 502 1882.
Etimología
Polycarpaea: nombre genérico que procede del griego polys y karpos, y significa "abundante fructificación".
caespitosa: epíteto latino que significa "cespitosa".
Sinonimia
- Polycarpa caespitosa Kuntze[4]